# Oxfordshire
Oxfordshire este un comitat ceremonial al Angliei.

## Orașe
- Abingdon
- Banbury
- Bicester
- Burford
- Carterton
- Chipping Norton
- Didcot
- Faringdon
- Henley-on-Thames
- Oxford
- Thame
- Wallingford
- Wantage
- Witney
- Woodstock

## Alte localități
- Crowmarsh Gifford
- Kidlington

1. ↑   http://data.ordnancesurvey.co.uk/doc/7000000000008328 Lipsește sau este vid: |title= (ajutor)
2. ↑   http://ons.maps.arcgis.com/home/item.html?id=a79de233ad254a6d9f76298e666abb2b Lipsește sau este vid: |title= (ajutor)